# Ivo Frueth
Ivo Frueth (* 2. April 1803 in Oberndorf am Neckar; † 6. Dezember 1874 ebenda) war ein deutscher Politiker.

## Leben und Wirken
Ivo Frueth war von 1828 bis 1860 Stadtschultheiß bzw. Bürgermeister von Oberndorf am Neckar. 1835 wurde er dort als Abgeordneter in die Württembergischen Landstände gewählt und gehörte dem Landtag von 1845 bis 1848, 1851 bis 1855 und von 1862 bis 1868 an. Nach Auflösung des Landtags am 29. März 1848 ging er nach Frankfurt am Main, wo er dem Vorparlament angehörte.
Nach 1860 war er in Oberndorf als Oberamtspfleger tätig.
Nach ihm wurde die Ivo-Frueth-Schule in Oberndorf am Neckar benannt.